# Алесандро Фарнезе (Парма и Пиаченца)
Вижте пояснителната страница за други личности с името Алесандро Фарнезе.
Алесандро Фарнезе (на италиански: Alessandro Farnese; на испански: Alejandro Farnesio; * 27 август 1545, Рим, Папска държава; † 3 декември 1592, Арас, Графство Артоа) е италиански благородник, херцог на Парма и Пиаченца и херцог на Кастро от 15 септември 1586 г. до смъртта си. Прекарва по-голямата част от живота си в служба на своя вуйчо, испанския крал Филип II, като от 1578 до 1592 г. е губернатор на Испанска Нидерландия. Дълго време в служба на Испания като командир на Армията на Фландрия, той е един от най-великите кондотиери на XVI век благодарение на своите победи, които оформят политическия строй на Модерна Европа.

## Произход
Принадлежи към херцогския дом Фарнезе, който управлява в Парма и Пиаченца. Той е единственият законен син и наследник на Отавио Фарнезе (* 1524, † 1586), херцог на Парма и Пиаченца (1556 – 1586) и херцог на Кастро, внук на папа Павел III, и на съпругата му Маргарита Пармска (* 1522, † 1586), извънбрачна и впоследствие узаконена дъщеря на император Карл V и неговата фламандска метреса Йохана ван дер Гейнст, както и полусестра на испанския крал Филип II. Има един брат-близнак:
- Карло (*/† 1545)

Има и поне двама полубратя и четири полусестри от извънбрачни връзки на баща си.

## Биография

### Ранни години
Той е кръстен, заедно с близнака си Карло, който почива преждевременно, в базиликата „Свети Евстахий“ в Рим в присъствието на 19 кардинали и самия папа. Кръстникът е император Карл V, а кръстницата кралицата на Франция Мария Стюарт. Второ шествие се присъединява към кралското шествие, от Палацо Мадама до базиликата, състоящо се от триста гости, които празнуват в Термите на Каракала.
Прекарва първите години от живота си в Парма, където между 1551 и 1552 г. става свидетел на войната между френските и херцогските войски срещу папските и императорските. В т. нар. Пармска война има възможността да се възхищава на упоритостта и военните умения на баща си и да види как действа военният и артилерийски комисар на херцогството Франческо Де Марки – голям експерт по укрепленията и технологиите.
По време на престоя си в Парма получава отлично образование, дотолкова че на 10-годишна възраст успява да напише писмо на латински до чичо си кардинал Алесандро Фарнезе. Момче с преждевременен талант, Алесандро има за преподаватели Джулиано Ардингели, командир на Малтийския орден, Франческо Пачото и Саломоне по науки, и Франческо Луизино д'Удине по литература (въпреки че принцът поставя физическите упражнения на първо място пред умствените).

### В испанския двор
След Пармската война Отавио Фарнезе следва все по-происпанска политика, отричайки френското приятелство. Вследствие на конвенцията от Гент от 15 септември 1556 г. между Филип II и херцог Отавио, Александро е поканен, и като заложник, в испанския двор в Брюксел, където през декември същата година е придружен от майка си, полусестрата на крал Филип. Посрещането на вуйчо му е топло и Алесандро скоро печели уважението му, като става негов спътник във всяка дейност.
На 21 септември 1558 г. Карл V умира, така че Филип трябва да се върне в Испания, оставяйки Маргарита да управлява Фландрия и вземайки Александро със себе си. Освен с Филип Александро се запознава с друг извънбрачен син, по-късно узаконен, на вуйчо си Карл V – дон Хуан Австрийски, с когото, също поради общата им възраст, създава силно и доживотно приятелство. В испанския двор Александро е посветен в принципите на политическите науки и е възпитан да уважава законната власт и религията. Взима курсове по философия и точни науки в университета в Алкала де Енарес.

### Брак
Александро остава в Испания около шест години. Междувременно баща му иска да го ожени за представителка на родовете Медичи или Есте. Филип II е против този брак между италианци, затова решава да го ожени за една от дъщерите си, но Маргарита Австрийска не се съгласява. Тогава се спират на инфантата Мария д'Авиз, най-голямата дъщеря на инфант Дуарте д'Авиз, син на Мануел I. Бракът е сключен в Белгия на 11 ноември 1565 г. През 1567 г. съпрузите се преместват в Парма. Същата година се ражда първото им дете Маргарита, а две години по-късно – наследникът на херцогския трон Ранучо. Въпреки това Алесандро не издържа на безделния живот, на който е принуден. За да се опита да използва максимално времето си, той се посвещава на конна езда, фехтовка и изучаване на военно изкуство.

### Битка при Лепанто
Докато Алесандро скучае в Парма, османската опасност става все по-неотложна. През юли 1570 г. османците атакуват Кипър, почти незабавно завладявайки Никозия, но срещат проблеми с венецианската крепост Фамагуста. Разтърсен от тези събития, папа Пий V апелира към цялото християнство за формиране на лига, която да може да се бори срещу османската флота, която става господар на Средиземно море.
На 20 май 1571 г. е постигнато споразумение. Върховен командир на флота е дон Хуан Австрийски, вуйчо на Александро и близък приятел, който веднага пожелава той да е до него. За Алесандро това е възможност, която не бива да се пропуска. Той събира около себе си многобройни членове на семейства от Парма и Пиаченца и тръгва с първия малък контингент, който се присъединява към армията на дон Хуан, качвайки се на кораба в Генуа на 26 юли 1571 г. Други войници се качват в Специя през август. Пармският контингент се състои от 24 господари и 300 войници. Поради разнообразието на компонентите на християнския флот скоро започват да възникват множество трудности при съвместното съществуване. Те са усилени от факта, че възрастните и опитни адмирали са принудени да бъдат наети от 24-годишен младеж без никакъв опит в мореплаването. На 1 октомври ситуацията става взривоопасна. Ако Александро не е успял да успокои гнева на вуйчо си и да възстанови реда сред адмиралите, испанският и венецианският флот са щели да се сблъскат. За тази намеса Алесандро е похвален лично от самия папа.
На 7 октомври, шест дни след това събитие, християнският и османският флоти се сблъскват във водите на залива Навпакт, Гърция. Битката е много ожесточена и Александро отново се отличава със своята смелост и военен опит: когато корабът му е атакуван от три турски галери, той взема на абордаж най-голямата от тях сам, избивайки турци с двуръчния си широк меч; първоначално е последван само от храбрия испански войник Д'Авалос, но след това и останалите се хвърлят в битка и корабът най-накрая е превзет – става въпрос за флагмана, в който се намира съкровищницата на турския султан. Резултатът от сблъсъка е благоприятен за Свещената лига, която разбива много по-големия турски флот, освобождава 15 000 християнски роби, наети като гребци, и слага край на турския експанзионизъм.
На 2 октомври 1572 г. 5000 войници от Свещената лига, водени от Александро, слизат в Пилос, за да превземат местния замък, контролиран от османски гарнизон. През нощта съюзническите войски се изкачват по стръмния склон до турския замък, правят няколко опита да го превземат, но гарнизонът е подсилен от отряди на Метони и обсадата завършва с неуспех, което води до смъртта на 750 души.
След завръщането си Алесандро се връща към стария живот, който води в Парма: за да разбие омразната монотонност на дворцовия живот, той се скита сам и дегизиран през нощта по улиците на Парма и предизвиква двубои с бандите на главорези и бандити, които нападат града. През 1573 г. се ражда синът му Одоардо, бъдещ кардинал. Съпругата му умира на 8 юли 1577 г. и нейната смърт прекъсва последната връзка, която свързва Алесандро с херцогството.

### Във Фландрия
През 1577 г. Александро пристига във Фландрия по покана на Филип II и по молба на дон Хуан Австрийски, който е губернатор и командва испанските войски в Осемдесетгодишната война. На 15 декември Алесандро прекосява Алпите, за да не се върне никога повече в Италия.
Испания, въпреки легитимността на претенциите си, поради лошото управление на предишния губернатор Фернандо Алварес де Толедо, херцог на Алба, рискува да бъде изгонена от протестантската фракция начело с принц Вилхелм Орански и подкрепена от Кралство Англия. Първата грижа на Александро е да реорганизира армията – операция, която дава плод на 31 януари 1578 г., когато испанските войски побеждават войниците на Оран близо до Жамблу. Победата е постигната благодарение на дръзките действия на Алесандро, който се хвърля в атаката на левия фланг на противниковата кавалерия, начело на няколко копиеносци, причинявайки катастрофалното им отстъпление, което води до хаос във вражеските редици, позволявайки на дон Хуан да пробие централно. Алесандро действа по собствена инициатива, рискувайки живота си и нарушавайки заповедите. След като победата е постигната, Дон Хуан го скастря приятелски, но веднага след това го прегръща пред войниците. След тази битка ходът на войната се обръща в полза на имперските сили до такава степен, че Орански е принуден да поиска помощ от католика Франсоа д'Алансон, херцог на Анжу.
На 1 октомври 1578 г. 32-годишният дон Хуан Австрийски умира, така че Филип II, считайки Александър за един от своите най-способни и доверени сътрудници, го назначава за генерал-губернатор на Фландрия и Бургундия и за генерал-капитан на армията.
Ситуацията във Фландрия не е от най-добрите, но Александро действа с всички сили, за да не удари дъното. Неговата умереност контрастира с калвинистките ексцесии, които трансформират войните за независимост в религиозни войни. Благодарение на тези негови качества той се превръща в елемент на обединение както за католици, така и за умерени протестанти, които оценяват неговата лоялност, неговата умереност и дисциплината на войските му, които никога не се отдават на грабежи за разлика от тези на войските на Орански и на Франция. През следващите години, съчетавайки ефективни военни действия с умела дипломация, Алесандро успява да утвърди испанския контрол в южната част на страната.
На 17 май 1579 г. с подписването на Договора от Арас католическите провинции признават Алесандро Фарнезе за губернатор, отказвайки се от своите стремежи за независимост в замяна на широки гаранции в края на военните действия. Този огромен дипломатически успех е последван от превземането на Маастрихт на 29 юни. Организирайки създаването на Араския съюз от пет южни провинции, които признават властта му, той формализира разцеплението между нидерландските области. Укрепил влиянието си в Ено и Артоа, той последователно завзема повечето градове на Фландрия и Брабант – Турне, Маастрихт, Бреда, Брюге, Гент.
Следващите две години се характеризират с второто назначаване на Маргарита Австрийска за губернатор на Фландрия – назначение, което никога не е било оценено от Александро, който го смята за вредно за неговия престиж и опасно за работата му по умиротворяване на страната. Филип II отменя номинацията на 13 декември 1581 г. Междувременно Франсоа д'Алансон, херцог на Анжу, непрестанно се опитва да завладее региона, но е отблъскван от Александро, който продължава да действа като притегателен полюс за всички умерени.
На 13 юли 1584 г. Вилхелм Орански, харизматичният лидер на протестантите, е убит. Оттук нататък успехите на Алесандро са непрекъснати. Подвизите му във Фландрия са изобразени на платната на генуезкия художник Драги, които са поставени за украса в Салона на слънчевия часовник в палата, в който днес се намира Националният археологически музей на Неапол.</ref>. На 17 септември 1584 г. Алесандро превзема Гент, а през март 1585 г. Брюксел и Неймеген. През юли 1584 г. обсажда Антверпен, най-големият град в Нидерландия. Обсадата му продължава повече от година. Фарнезе успява напълно да прекъсне връзките с града, изграждайки понтонен мост през устието на река Шелда с дължина 720 метра. На 17 август 1585 г. градът пада, но Алесандро предотвратява повторението на опустошенията от Испанския бяс през 1576 г. Дадена е възможност желаещите жители да напуснат града през следващите две години, като над 60% от тях, главно протестанти, заминават за северните провинции. За това начинание той получава отличителните знаци на Ордена на Златното руно и официалното връщане на град Пиаченца, дотогава в испански ръце, което му позволява да възстанови териториалната цялост на своето херцогство.
През следващите години Александро е зает с подготовката за война срещу Англия – начинание, осуетено от унищожаването на испанския флот (Непобедимата армада) през 1588 г.

### Херцог на Парма и Пиаченца
През 1586 г. Алесандро наследява от баща си титлата „херцог на Парма и Пиаченца“, но не получава разрешение от крал Филип II да замине за Италия, поради което херцогството се управлява от негово име от сина му Ранучо.
През 1587 г., подготвяйки се за предстоящото нападение на Англия, Фарнезе завзема пристанищата Остенде и Слойс. Година по-късно Непобедимата армада е унищожена от английско-нидерландския флот и испанците трябва да се откажат от плановете си.
През последните години от живота си Алесандро е принуден от Филип II да участва в религиозните войни, които се водят във Франция. Той се подготвя за подновяване на военните действия в Нидерландия, но през август 1589 г. е убит френският крал Анри III и Алесандро оглавява испанските войски, изпратени в помощ на френските католици в хода на Религиозните войни. През септември 1590 г. освобождава Париж от обсадата на хугенотите, водени от Анри дьо Бурбон, крал на Навара, а по-късно се завръща във Фландрия, за да се бие срещу Мориц Орански, син и наследник на Вилхелм.
На 20 април 1592 г. освобождава Руан от обсадата на Анри Наварски, но в същото време испанците започват да губят позиции в Нидерландия. По време на преглед на войските близо до Каудебек е ранен в ръката. Раната допълнително подкопава и без това несигурното му здраве и той е принуден да повика сина си Ранучо да поеме командването на войските. След като се завръща във Фландрия, Алеандро обявява, че е готов да възобнови операциите във Франция, но в двора на Мадрид, завиждащ на успехите му, той е обвинен в нелоялност към краля, който го отстранява от поста на губернатор.

### Смърт
Здравето на 47-годишния Алесандро бързо се влошава и той умира в нощта на 2 срещу 3 декември в манастира „Сан Вааст“ в Арас. Тленните му останки са облечени в капуцинско облекло, преместени са в Парма и са погребани в Капуцинската църква, до гроба на жена му. Впоследствие са преместени в криптата на базиликата „Мадона дела Стеката“ в Парма, където се намират и до днес. Смъртта му го пощадява да не види освобождаването си от длъжността губернатор.
Алесандро Фарнезе установява със своите победи окончателното разделяне на Фландрия между калвинистка Нидерландия, която най-накрая получава независимост през 1648 г., и южните провинции, които остават в католическата орбита първо на Испански Хабсбурги, след това на Австрийските Хабсбурги, въпреки че с множество териториални окастрания в полза на Франция. Тези провинции по-късно образуват днешна Белгия.
През януари 2020 г. тялото на херцога е ексхумирано и подложено на изследване за установяване на причините за смъртта му. Проучването разсейва всякакви съмнения, като изключва отравяне и приписва смъртта на пневмония.
През 1950 г. във Вила Санхурхо (сега Алхусемас) в Мароко е създаден четвъртият терцио (полк) на Испанския легион, на който е дадено името, по завещание на самия Франсиско Франко, на Алесандро Фарнезе. Терциото почита името, което носи, и се утвърждава през 50-те и 60-те години на 20 век като една от водещите части на легиона, спечелвайки уважението и привързаността на арабското и берберското население в древните испански владения в Мароко и пустинята Сахара.

## Брак и потомство
∞ 11 ноември 1565 за инфанта Мария д’Авис (* 12 август 1538, Лисабон; † 7 септември 1577, Парма), от която има двама сина и една дъщеря:
- Маргерита Фарнезе (* 7 ноември 1567, Парма; † 13 април 1643, Пиаченца); ∞ 1581 за Винченцо I Гонзага, херцог на Мантуа, от когото няма деца; развод 1583;
- Ранучо I Фарнезе (* 28 март 1569, Парма; † 5 март 1622, пак там), херцог на Парма; ∞ 1600 за Маргерита Алдобрандини (* 29 март 1585, Каподимонте; † 9 август 1646, Парма), от която има девет деца. Има и две извънбрачни деца;
- Одоардо Фарнезе (* 7 декември 1573; † 21 февруари 1626), кардинал, няма деца.

- Маргарита
- Ранучо
- Одоардо

От Катрин дьо Рокоа има една извънбрачна дъщеря:
- Изабела Маргерита дьо Пар (* 1578, Люксембург; † 1610, Лисабон), ∞ април 1592 в Руан за Д. Жуау ди Менезиш Червения (* ок. 1550, Пенамакор; † 1604, Мадрид), от когото има една дъщеря.